# James City megye
James City megye az Amerikai Egyesült Államokban, azon belül Virginia államban található. Megyeszékhelye és legnagyobb városa Williamsburg. Lakosainak száma 78 254 fő (2020. április 1.). James City megye King and Queen, Gloucester, York, Williamsburg, Surry, Charles City és New Kent megyékkel határos.

## Népesség
A megye népességének változása:
| Lakosok száma | 67 293 | 67 869 | 69 061 | 70 516 | 73 147 | 78 254 |
|               | 2010   | 2011   | 2012   | 2013   | 2015   | 2020   |